# Перма (Каспський муніципалітет)
Перма (груз. ფერმა) — село в Грузії.
За даними перепису населення 2014 року в селі проживає 1058 осіб.